# Pilubang (Sungai Limau)
Pilubang is een bestuurslaag in het regentschap Padang Pariaman van de provincie West-Sumatra, Indonesië. Pilubang telt 14.130 inwoners (volkstelling 2010).